# Wilko Johnson
Wilko Johnson, pseudonimo di John Peter Wilkinson (Canvey Island, 12 luglio 1947 – Westcliff-on-Sea, 21 novembre 2022), è stato un cantautore, chitarrista e attore britannico.
È a lungo stato associato alla band Dr. Feelgood degli anni '70. Ha lasciato il gruppo nel 1977, in circostanze mai chiarite, e dopo ha iniziato una altalenante carriera solista.
Nella serie TV Il Trono di Spade interpreta Ser Ilyn Payne, boia del regno.
Nel 2013 gli viene diagnosticato un tumore non operabile al pancreas, diffusosi allo stomaco e ad altri organi. Nel 2014, da un ulteriore controllo, risulterà operabile. Johnson decide di sottoporsi ad un intervento di oltre nove ore al termine del quale gli saranno asportati il tumore del peso di 3 kg, il pancreas, la milza, parte dello stomaco, l'intestino tenue e crasso. L'anno in cui Johnson si è preparato ad affrontare la morte salvo poi sconfiggerla è raccontato nell'acclamato documentario The Ecstasy of Wilko Johnson di Julien Temple.
A fine 2014 ha inciso un disco con Roger Daltrey, intitolato Going Back Home.
Il suo ultimo album, intitolato Blow Your Mind, è del 2018.
È morto il 21 novembre 2022.